# Красная книга Тверской области

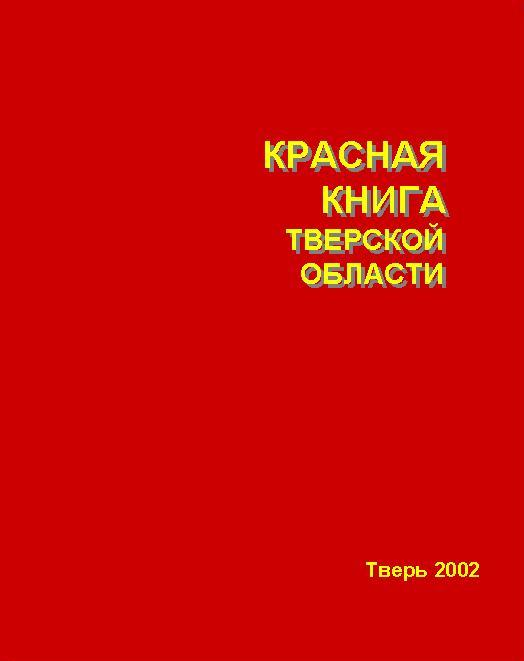
Красная книга Тверской области (обложка издания)

Красная книга Тверской области — красная книга, которая содержит сведения о состоянии популяций редких и находящихся под угрозой исчезновения видов животных, растений, грибов и лишайников Тверской области.

## Предыстория
Ещё в 1992 году Тверской областной совет народных Депутатов принял постановление «Об утверждении и ведении Красной книги Тверской области». Первый перечень редких и находящихся под угрозой исчезновения видов животных и растений Тверской области насчитывал: 183 вида растений, лишайников и грибов и 160 видов животных

## Публикация
Красная книга Тверской области была опубликована в 2002 году. Постановлением Администрации Тверской области № 44-па от 17.03.2006 г. «Об утверждении Перечня (списка) объектов животного и растительного мира, занесенных в Красную книгу Тверской области». Таким образом, Красная книга Тверской области «де-факто» обрела правовой статус. Ведение Красной книги Тверской области поручено образованному в 2006 г. Департаменту управления природными ресурсами и охраны окружающей среды Тверской области.

## Структура Красной книги Тверской области
Часть 1. РАСТЕНИЯ
В перечень видов, занесенных в Красную книгу Тверской области, вошло 269 растений.
- Раздел 1. Высшие растения. 217 видов высших растений. 56 видов мохообразных из 354, отмеченных на территории 7 видов папоротниковидных из 23 отмеченных для Тверской области; 5 плаунообразных из 9 отмеченных; 2 вида хвощевидных из 9 отмеченных. Из отдела покрытосеменных В Красную книгу занесено 147 видов из 1384 указанных для Тверской области.
- Раздел 2. Лишайники. 34 вида.
- Раздел 3. Грибы. 18 видов.

Часть 2. ЖИВОТНЫЕ В перечень видов, занесенных в Красную книгу Тверской области, вошел 201 вид животных.
- Раздел 1. Млекопитающие. В Тверской области зарегистрировано 68 видов зверей, из них 10 занесены в Красную книгу области.
- Раздел 2. Птицы. В Красную книгу Тверской области включено 70 видов из 263, зарегистрированных на территории области.
- Раздел 3. Земноводные и пресмыкающиеся. В Красную книгу занесены 4 вида земноводных из 10 встречающихся в Тверской области. 3 вида пресмыкающихся из 6 встречающихся в Тверской области.
- Раздел 4. Круглоротые и рыбы. 14 видов рыб из 60 встречающихся в Тверской области.
- Раздел 5. Беспозвоночные. В Красную книгу Тверской области занесено 100 видов беспозвоночных животных.

## Категории статуса
Для характеристики статуса таксонов и популяций на территории Тверской области приняты шесть категорий:
| Категория | Название                                | Описание |
| --------- | --------------------------------------- | --- |
| 0         | Вероятно, исчезнувшие                   | таксоны и популяции, известные ранее с территории (акватории) Тверской области и нахождение которых в природе не подтверждено для беспозвоночных за последние 100 лет, для позвоночных животных и растений — за последние 50 лет; но в то же время возможность их сохранения нельзя исключать полностью |
| 1         | Находящиеся под угрозой исчезновения    | таксоны и популяции, численность особей которых уменьшилась до критического уровня таким образом, что в ближайшее время они могут исчезнуть |
| 2         | Сокращающиеся в численности (уязвимые)  | таксоны и популяции с неуклонно сокращающейся численностью, которые при дальнейшем воздействии факторов, снижающих численность, могут в короткие сроки попасть в категорию находящихся под угрозой исчезновения — 1 либо численность которых после резкого сокращения к настоящему времени относительно стабилизировалась, но на уровне гораздо более низком по сравнению с естественными пределами колебания численности |
| 3         | Редкие                                  | таксоны и популяции, которые имеют малую численность и распространены на ограниченной территории (акватории) или спорадически распространены на значительных территориях (акваториях) |
| 4         | Не определенные по статусу              | таксоны и популяции, которые, вероятно, относятся к одной из предыдущих категорий, но достаточных сведений об их состоянии в природе в настоящее время нет, либо они не в полной мере соответствуют критериям всех остальных категорий |
| 5         | Восстанавливаемые и восстанавливающиеся | таксоны и популяции, численность и распространение которых под воздействием естественных причин или в результате принятых мер охраны начала восстанавливаться и приближается к состоянию, когда они не будут нуждаться в срочных мерах по сохранению и восстановлению |